# Wolfgang Rauchfuß
Wolfgang Rauchfuß (Chemnitz-Grüna, 1931. november 27. – Berlin, 2005. augusztus 15.) német politikus. A keletnémet állampárt, a SED Politikai Bizottságának tagja volt. A Minisztertanács helyettes elnöke és kormányzati miniszter is volt.